# Калагаровка
Калагаровка (укр. Калагарівка) — село в Гримайловской поселковой общине Чортковского района Тернопольской области Украины.
До 2020 года входило в Гусятинский район.
Код КОАТУУ — 6121681801. Население по переписи 2001 года составляло 685 человек.

## Географическое положение
Село Калагаровка находится на правом берегу реки Збруч, выше по течению на расстоянии в 3 км расположено село Козина, ниже по течению на расстоянии в 4,5 км расположено село Крутилов, на противоположном берегу — посёлок Сатанов. Через село проходит автомобильная дорога Т-0903.

## История
- 1581 год — дата основания.

## Объекты социальной сферы
- Школа I—II ст.
- Клуб.
- Фельдшерско-акушерский пункт.